# Urodzony zwycięzca
Urodzony zwycięzca (ang. Born to Race) – amerykański film sensacyjny z 2011 roku w reżyserii Alexa Ranarivelo.

## Opis fabuły
17-letni Danny (Joseph Cross) jest fanem nielegalnych wyścigów samochodowych. Gdy powoduje wypadek, zostaje wysłany do ojca (John Pyper-Ferguson), byłego kierowcy wyścigowego. Jest to dla obu pierwsza szansa, by się naprawdę poznać. Wkrótce Danny postanawia wziąć udział w legalnych wyścigach.

## Obsada
- Joseph Cross jako Danny Krueger
- John Pyper-Ferguson jako Frank Krueger
- Brando Eaton jako Jake Kendall
- Nicole Badaan jako Jessica
- Sherry Stringfield jako Lisa Abrams
- Shawn Shultz jako Samual Walters
- Johanna Braddy jako Rachel